# توني إليوت
توني إليوت (بالإنجليزية: Tony Elliott)‏ (30 نوفمبر 1969 في المملكة المتحدة - ) هو لاعب كرة قدم بريطاني في مركز حراسة المرمى. لعب مع برمنغهام سيتي وكارديف سيتي ونادي كارلايل يونايتد وهدرسفيلد تاون ونادي سكاربورو ونادي هيرفورد.

## وصلات خارجية
- توني إليوت على موقع قاعدة بيانات كرة القدم.إي يو (الإنجليزية)
- توني إليوت على موقع Soccerbase.com (لاعب) (الإنجليزية)